# Paolo Mangini
Paolo Mangini (1932 – 2007) è stato un editore italiano.

## Biografia
Laureato in Economia e Commercio, nel 1966 ha fondato, insieme ad altri, la Jaca Book, una casa editrice nata con lo scopo di «dar voce ad un'esperienza culturale cristianamente ispirata, aperta a trecentosessanta gradi». 
Il nome deriva da quello di una pianta molto conosciuta in Brasile, la giaca, comunemente nota come l'"albero del pane".
È stato fondatore e vicepresidente esecutivo della Fondazione Congdon intitolata al pittore Bill Congdon e sorta nel 1980 per volontà del medesimo.
È stato inoltre vicepresidente della Foundation For Improving Understanding of the Art, che ha curato la retrospettiva della mostra di Congdon a Madrid. La manifestazione culturale si è tenuta nel 1999 presso il Museo d'Arte Moderna di Madrid con la collaborazione del Prof. Alfred Licht e della Guggenheim Foundation.
In qualità di membro del comitato scientifico del Museo diocesano di Milano, ha curato nel 2005 insieme ad altri, la mostra "William CONGDON 1912-1998: Analogia dell'icona. Un cammino nell'esperienza dell'astratto".